# Valflaunès
Valflaunès – miejscowość i gmina we Francji, w regionie Oksytania, w departamencie Hérault.
Według danych na rok 1990 gminę zamieszkiwały 604 osoby, a gęstość zaludnienia wynosiła 29 osób/km² (wśród 1545 gmin Langwedocji-Roussillon Valflaunès plasuje się na 468. miejscu pod względem liczby ludności, natomiast pod względem powierzchni na miejscu 360.).

## Populacja

Populacja Valflaunès w latach 1962-2008